# Bouazza Ould Mouha Ou Hammou Zayani
Hamed et smail Bouazza Ould Mouha Ou Hammou Zayani, est un caïd marocain.
À la suite d'une querelle avec son père, Mouha ou Hammou, il décide de rallier le camp des vainqueurs. Il devient  militaire après sa soumission au général Poeymirau. 

## Biographie
Connu sous le lieutenant Bouazza Ould Mouha Ou Hammou Zayani, il est le sixième fils de Mouha ou Hammou Zayani. Sa mère est une berbère nommée Mimouna.
Après la soumissionde son frère Hassan ben Mohammed Amahzoune, il s'engage dans l'armée dans le cadre de la pacification du moyen et du haut Atlas. De l'âge de 22 à 29 ans, il mène une guerre contre les tribus amazighes refusant la soumission, localement contre la tribu rivale des Zayans Ichkirne. Il se distingue avec son neveu Moulay H'mad N’Hassan contre les Aït Seghrouchen de Boulmane et les Ait Soukhmane de la  haute Moulouya, où il trouva la mort le 28 mars 1923 à Aghbala lors d'un combat contre des tribus berbères dissidentes.
Il est médaillé de la Légion d'honneur pour faits de guerre et le droit de présenter des galons de lieutenant de l’armée française. Il a été reçu par le résident général Hubert Lyautey à Fès et le sultan Youssef ben Hassan.